# Atlético de Bilbao 1971-1972
La pagina racchiude la rosa dell'Atlético de Bilbao nella stagione 1971-72.

## Stagione
Come da politica societaria la squadra è composta interamente da giocatori nati in una delle sette province di Euskal Herria o cresciuti calcisticamente nel vivaio di società basche. In Primera División la squadra giunge nona. Nella Coppa del Generalísimo dopo aver eliminato il Cartagena FC al primo turno (doppia vittoria 5-2 e 0-1), la Real Sociedad nei quarti (1-1 e 2-0), in semifinale l'Atlético viene eliminato dall'Atlético Madrid (sconfitta 4-1 e vittoria 3-1).
In Coppa UEFA i baschi eliminano al primo turno il Southampton (sconfitta 2-1 e vittoria 1-0), mentre nei sedicesimi di finale sono estromessi dai tedeschi dell'Eintracht Braunschweig (2-1 e 2-2).

## Rosa
| N. |                   | Ruolo | Calciatore                   |
| -- | ----------------- | ----- | ---------------------------- |
|    | Spagna (bandiera) | P     | José Ángel Iribar            |
|    | Spagna (bandiera) | P     | Víctor Marro                 |
|    | Spagna (bandiera) | D     | Iñaki Sáez                   |
|    | Spagna (bandiera) | D     | José Ramón Betzuen           |
|    | Spagna (bandiera) | D     | Luis Echeberría              |
|    | Spagna (bandiera) | D     | José Ramón Martínez Larrauri |
|    | Spagna (bandiera) | D     | José María Igartua           |
|    | Spagna (bandiera) | D     | Mateo Félix Zubiaga          |
|    | Spagna (bandiera) | D     | José Antonio Beitia          |
|    | Spagna (bandiera) | D     | Daniel Astrain               |
|    | Spagna (bandiera) | D     | Jesús Aranguren              |

| N. |                   | Ruolo | Calciatore          |
| -- | ----------------- | ----- | ------------------- |
|    | Spagna (bandiera) | D     | Agustín Gisasola    |
|    | Spagna (bandiera) | C     | José María Argoitia |
|    | Spagna (bandiera) | C     | Nicolás Estéfano    |
|    | Spagna (bandiera) | C     | José Ángel Rojo     |
|    | Spagna (bandiera) | C     | Javier Clemente     |
|    | Spagna (bandiera) | C     | Ángel María Villar  |
|    | Spagna (bandiera) | A     | Josu Sáenz Ortuondo |
|    | Spagna (bandiera) | A     | Fidel Uriarte       |
|    | Spagna (bandiera) | A     | Antón Arieta        |
|    | Spagna (bandiera) | A     | Txetxu Rojo         |
|    | Spagna (bandiera) | A     | Carlos              |

## Risultati

### Coppa UEFA
| Southampton 15 settembre 1971 Trentaduesimi di finale - andata              | Southampton | 2 – 1 referto | Atlético Bilbao | The Dell (21 600 spett.) |
| \| \| \| \| \| Jenkins 64’ Channon 69’ (rig.) \| Marcatori \| 58’ Arieta \| |             |               |                 |                          |
|                                                                             |             |               |                 |                          |
| Jenkins 64’ Channon 69’ (rig.)                                              | Marcatori   | 58’ Arieta    |                 |                          |

| Bilbao 29 settembre 1971 Trentaduesimi di finale - Ritorno | Atlético Bilbao | 2 – 0 referto | Southampton | San Mamés (24 102 spett.) |
| \| \| \| \| \| Ortuondo 69’ Arieta 90’ \| Marcatori \| \|  |                 |               |             |                           |
|                                                            |                 |               |             |                           |
| Ortuondo 69’ Arieta 90’                                    | Marcatori       |               |             |                           |

| Braunschweig 20 ottobre 1971 Sedicesimi di finale - andata   | Eintracht Braunschweig | 2 – 1 referto | Atlético Bilbao | Eintracht-Stadion (9 608 spett.) |
| \| \| \| \| \| Bründl 16’, 33’ \| Marcatori \| 15’ Arieta \| |                        |               |                 |                                  |
|                                                              |                        |               |                 |                                  |
| Bründl 16’, 33’                                              | Marcatori              | 15’ Arieta    |                 |                                  |

| Bilbao 3 novembre 1971 Sedicesimi di finale - Ritorno                       | Atlético Bilbao | 2 – 2 referto        | Eintracht Braunschweig | San Mamés (27 514 spett.) |
| \| \| \| \| \| Uriarte 35’ Rojo 89’ \| Marcatori \| 28’ Erler 69’ Bründl \| |                 |                      |                        |                           |
|                                                                             |                 |                      |                        |                           |
| Uriarte 35’ Rojo 89’                                                        | Marcatori       | 28’ Erler 69’ Bründl |                        |                           |

## Statistiche

### Statistiche dei giocatori
| Giocatore      | Primera División | Primera División | Coppa del Generalissimo | Coppa del Generalissimo | Coppa delle Fiere | Coppa delle Fiere | Totale   | Totale |
| Giocatore      | Presenze         | Reti             | Presenze                | Reti                    | Presenze          | Reti              | Presenze | Reti   |
| -------------- | ---------------- | ---------------- | ----------------------- | ----------------------- | ----------------- | ----------------- | -------- | ------ |
| J. Aranguren   | 22               | 1                | 1                       | 0                       | 0                 | 0                 | 23       | 1      |
| A. Arieta      | 33               | 8                | 6                       | 2                       | 4                 | 3                 | 43       | 13     |
| J.M. Argoitia  | 15               | 0                | 0                       | 0                       | 3                 | 0                 | 18       | 0      |
| D. Astrain     | 18               | 0                | 6                       | 0                       | 0                 | 0                 | 24       | 0      |
| J.A. Beitia    | 4                | 0                | 0                       | 0                       | 1                 | 0                 | 5        | 0      |
| J.R. Betzuen   | 20               | 2                | 4                       | 0                       | 0                 | 0                 | 24       | 2      |
| Carlos         | 23               | 6                | 4                       | 1                       | 0                 | 0                 | 27       | 7      |
| J. Clemente    | 0                | 0                | 0                       | 0                       | 0                 | 0                 | 0        | 0      |
| L. Echeberría  | 16               | 0                | 1                       | 0                       | 3                 | 0                 | 20       | 0      |
| N. Estéfano    | 1                | 0                | 0                       | 0                       | 1                 | 0                 | 2        | 0      |
| A. Gisasola    | 24               | 0                | 6                       | 1                       | 4                 | 0                 | 34       | 1      |
| J.M. Igartua   | 17               | 4                | 1                       | 0                       | 3                 | 0                 | 21       | 4      |
| J.A. Iribar    | 32               | -31              | 6                       | -8                      | 4                 | -6                | 42       | -45    |
| Larrauri       | 30               | 0                | 4                       | 0                       | 4                 | 0                 | 38       | 0      |
| V. Marro       | 4                | -1               | 0                       | -0                      | 0                 | -0                | 4        | -1     |
| J.S. Ortuondo  | 13               | 3                | 6                       | 0                       | 4                 | 1                 | 23       | 4      |
| T. Rojo (I)    | 30               | 2                | 6                       | 2                       | 4                 | 0                 | 40       | 4      |
| J.A. Rojo (II) | 19               | 1                | 6                       | 1                       | 4                 | 1                 | 29       | 3      |
| I. Sáez        | 34               | 0                | 6                       | 0                       | 4                 | 0                 | 44       | 0      |
| F. Uriarte     | 32               | 12               | 6                       | 4                       | 4                 | 1                 | 42       | 17     |
| A.M. Villar    | 29               | 0                | 6                       | 0                       | 2                 | 0                 | 37       | 0      |
| M.F. Zubiaga   | 1                | 0                | 0                       | 0                       | 0                 | 0                 | 1        | 0      |